# Auswerfer

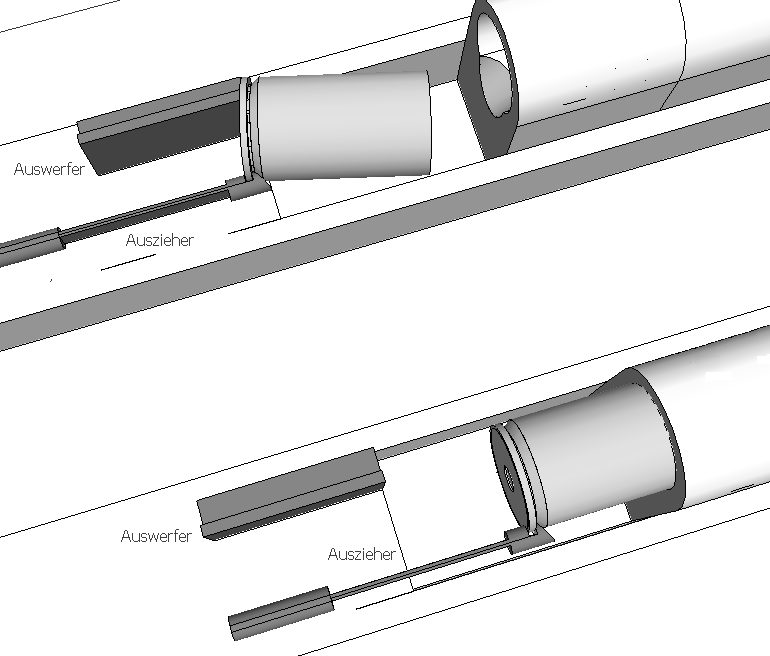
Auszieher und Auswerfer in Aktion

Der Auswerfer, gelegentlich auch als Ausstoßer bezeichnet, (englisch ejector) ist Bestandteil der Verschlusssysteme von Feuerwaffen.
Der Auswerfer wirft die leere Patronenhülse nach der Schussabgabe oder eine nicht verschossene Patrone nach dem Ausziehen aus dem Patronenlager mittels des Ausziehers durch das Auswurffenster aus dem Verschluss der Waffe aus.

Bei bestimmten Waffen, z. B. Flinten und Revolvern, ist konstruktionsbedingt der Auswerfer als Einheit mit dem Auszieher ausgeführt, und das Ausziehen der Patronenhülse und deren Auswerfen erfolgt als ein Vorgang.

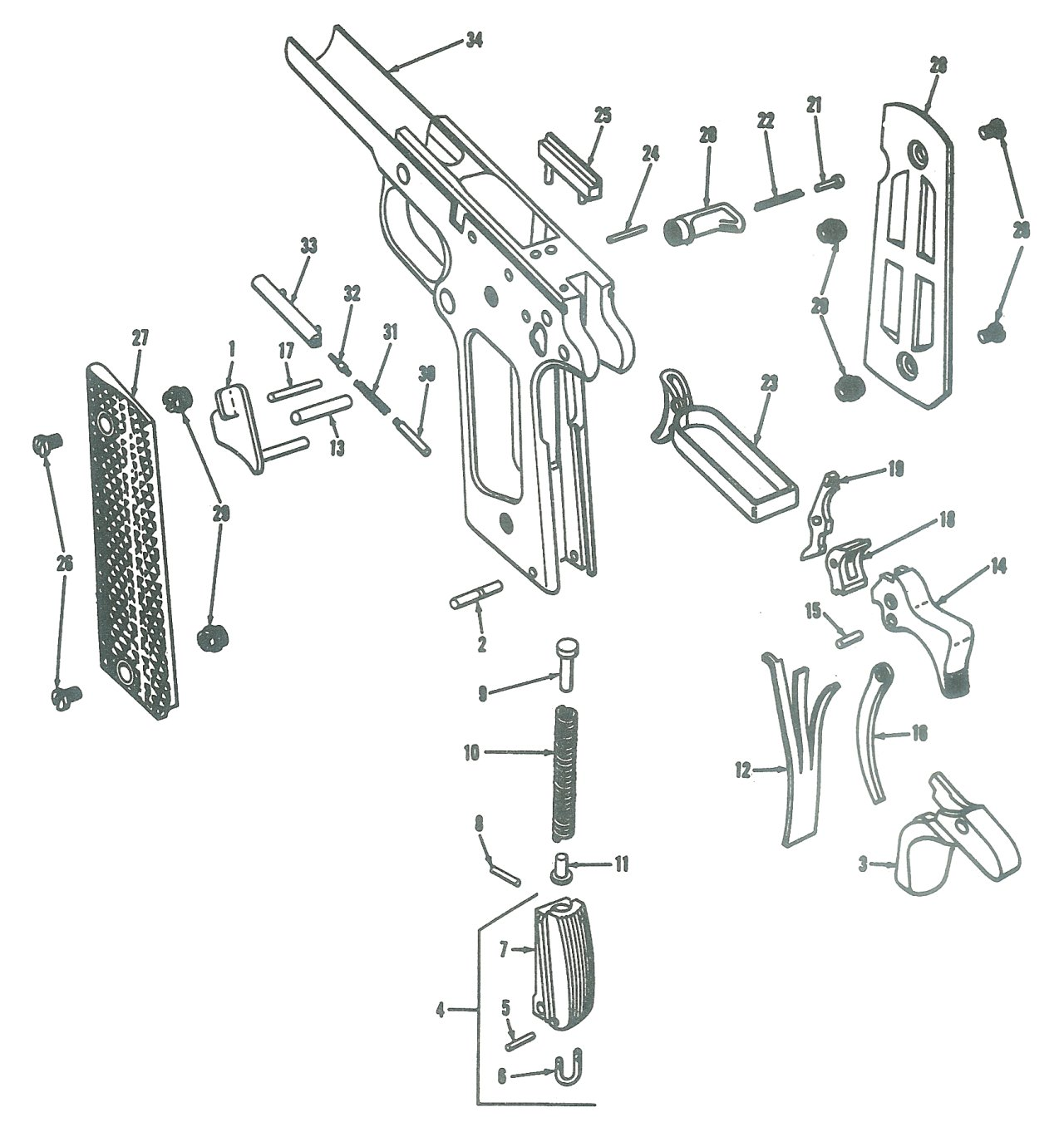
25 – Der Auswerfer am Beispiel eines Colt Government M1911A1
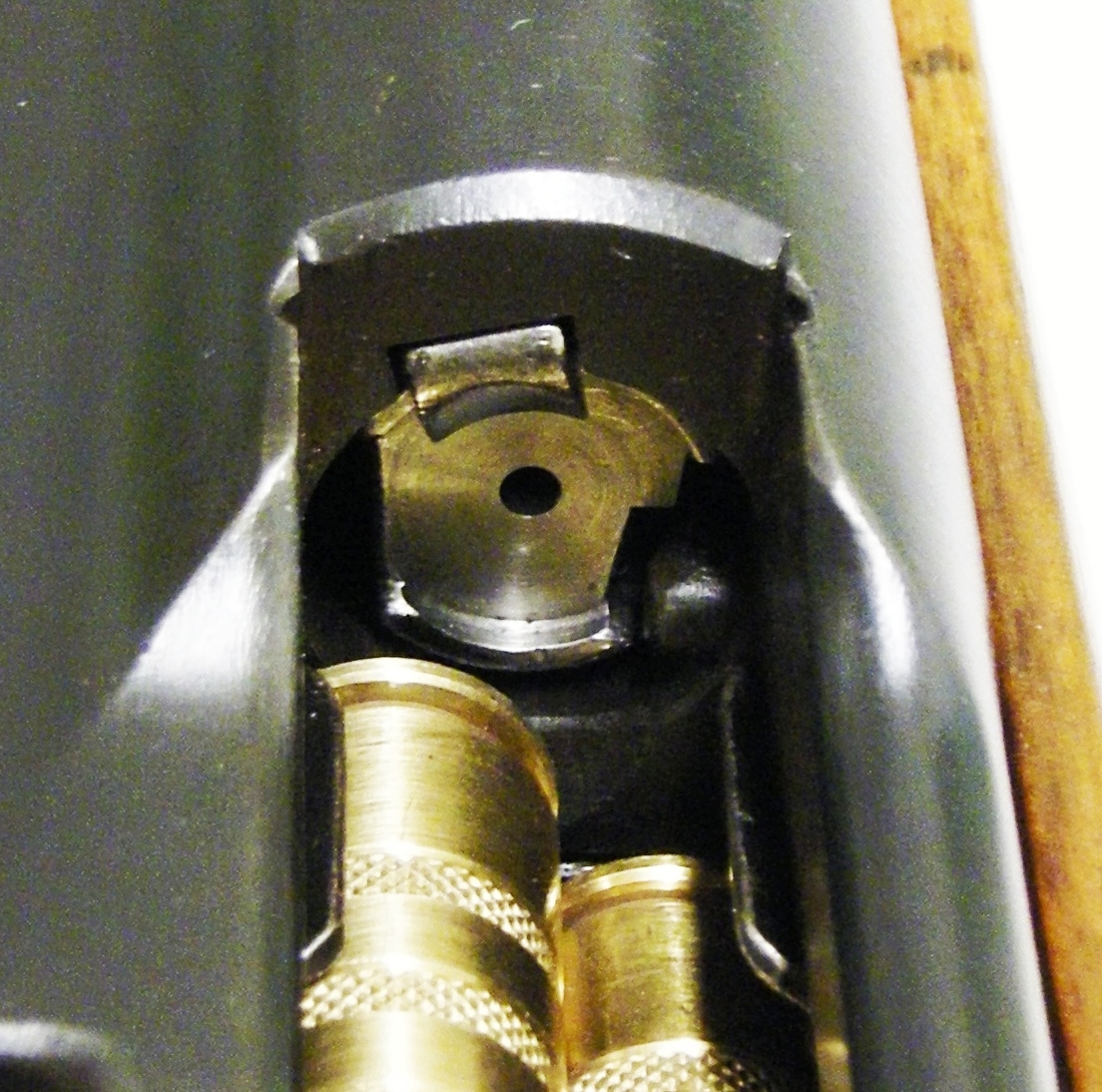
Auswerfer eines Gewehrs
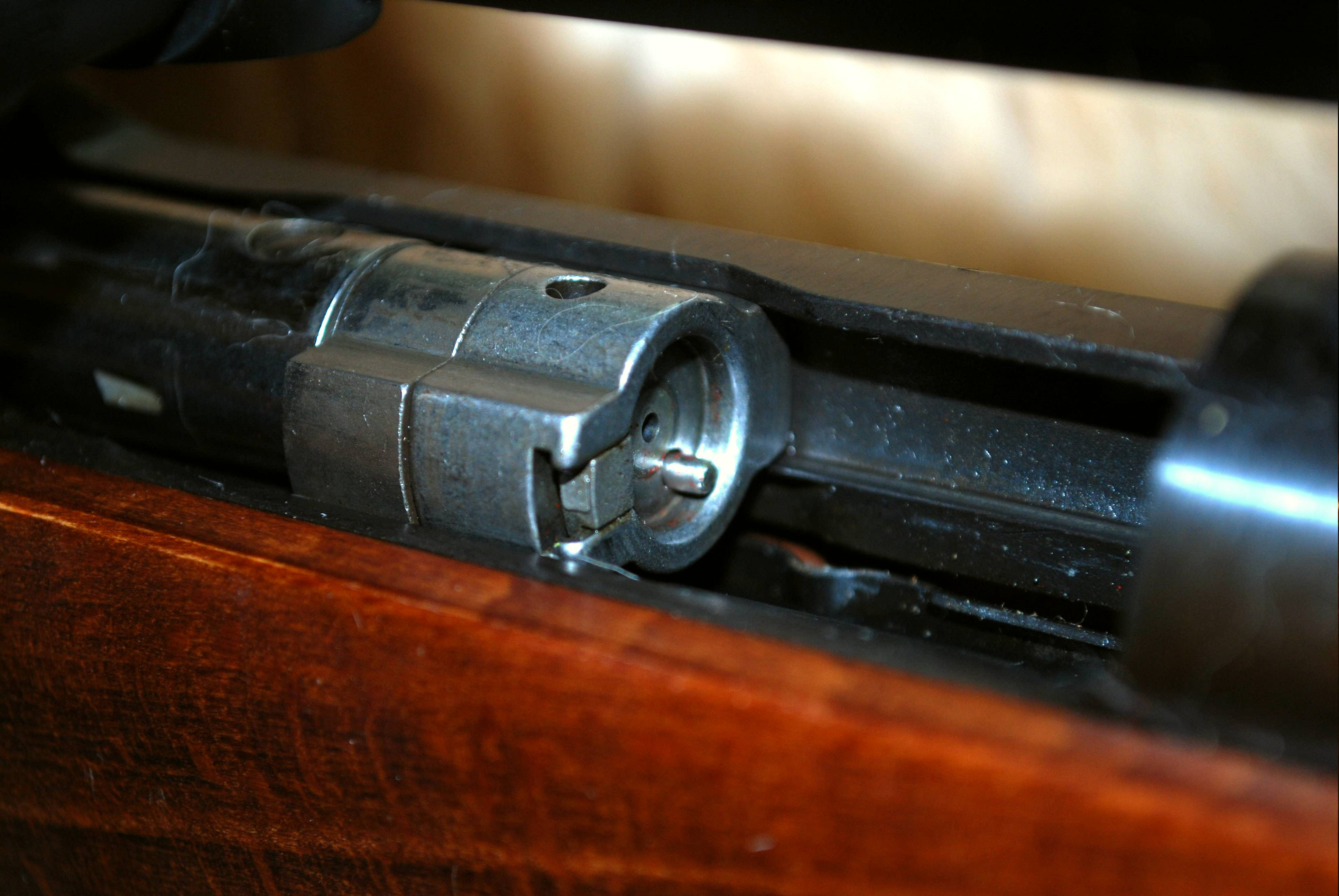
Im Verschluss befindlicher Auswerfer